# Темник Юрій Олександрович
Те́мник Ю́рій Олекса́ндрович  (17 жовтня 1929, Луганськ — 19 березня 2007) — Заслужений машинобудівник України, краєзнавець Луганщини.

## Біографія
Народився 17 жовтня 1929 року в місті Луганську. Його дитинство пройшло в рідному місті. У 1947 році закінчив школу із золотою медаллю і вступив до Московського вищого технічного училища імені Баумана на механіко-технологічний факультет, яке з відзнакою закінчив у 1953 році.
Після закінчення три роки працював у місті Барнаулі на верстатобудівному заводі на посаді інженера технолога. У 1956 році він повертається в рідне місто, де починає свою трудову діяльність на Луганському верстатобудівному заводі інженером-технологом. Молодий фахівець відразу ж зарекомендував себе з найкращого боку: був активним, енергійним, сприяв впровадженню наукової організації праці. Ці якості допомогли в кар'єрному зростанні Юрія Олександровича. Його переводять на посаду начальника технічного бюро, а в 1965 році — начальника цеху. Як технічний керівник він бере активну участь у впровадженні способів механізації ливарного виробництва. У 1970 році Ю. О. Темник нагороджений медаллю «За трудову доблесть».
У вересні 1972 року переведений на посаду інженера конструктора I категорії, пізніше — заступником головного металурга заводу. Керував роботою та реконструкцією ливарних цехів Луганського верстатобудівного заводу.
За його активної участі створено комплексно-механізовані ливарні цехи, введені у виробництво численні прогресивні технологічні процеси. За модернізацію виробництва Ю. О. Темник присвоєно звання «Заслужений машинобудівник України».

Могила Юрія Темника

90-ті роки XX століття пов'язані з іншою творчою спрямованістю Юрія Олександровича — з 1994 року він працює над створенням Музею історії заводу вже на посаді директора Музею ВО «ЛВЗ». Експозиція музею постійно поповнюється новими експонатами. Темником Ю. О. постійно проводиться велика науково — дослідна робота в архівах. Він відкрив для луганчан багато невідомих сторінок історії краю, адже історія міста Луганська починалася з будівництва металургійного заводу.
Ю. О. Темник — автор великої кількості нарисів з історії Донецького краю та історії техніки України, в яких наводяться маловідомі факти про події та людей. Він — член краєзнавчого товариства Донбасу. Його перу належать такі фундаментальні видання як:
- «Кам'яний Брід: нариси історії XVIII–XIX ст.» (У співавторстві з Ю. Я. Егеревим);
- «Столітній гірське гніздо» — I том;
- «Перші журналісти Донецького краю».

Помер 19 березня 2007 року. Похований у Києві, на Берковецькому кладовищі.